# Джеймс Сімпсон (офіцер Британської Армії)
Джеймс Сімпсон (англ. James Simpson; нар. 1792, Глостершир, Велика Британія — 18 квітня 1868, Таврійська губернія, Російська імперія) — офіцер Британської Армії, учасник Кримської війни проти Росії. Командував військами Великої Британії в Криму після смерти попереднього командувача барона Реглана.

## Життєпис та військова кар'єра
Народився в графстві Глостершир в Англії. Навчався в Единбурзькому університеті.
1811 року вступив на військову службу до Британської армії. У 1812—1813 роках брав участь у Піренейській війні на теренах Іспанії проти військ французького імператора Наполеона. Наприкінці 1820-х — на початку 1840-х років командував 29-м піхотним полком Британської Армії; у 1826—1837 роках перебував разом із полком на острові Маврикій. 1845 року брав участь у завоюванні Сінду як заступник сера Чарльза Непіра.
Брав участь у Кримській війні проти Російської імперії. У лютому 1855 року був призначений командувачем штабу британських військ в Криму. З червня про листопад того ж року був головнокомандувачем британських військ в Криму, замінивши барона Реглана, що помер від холери. У листопаді 1855 року був замінений на посаді головнокомандувача Вільямом Кодрингтоном. Внаслідок поразки союзних англо-французько-сардинських військ під Великим Реданом у вересні 1855 року зазнав критики з боку таких діячів як Карл Маркс, Фрідріх Енгельс.
За військову діяльність був нагороджений найвищою нагородою Франції — орденом Почесного легіону.
Помер 18 квітня 1868 року в Криму.